# توماس فيتزباتريك (سياسي أمريكي)
توماس فيتزباتريك (بالإنجليزية: Thomas Fitzpatrick)‏ هو محامي وقاضي وسياسي أمريكي، ولد في 6 فبراير 1909، وتوفي في 15 أبريل 1972. حزبياً، نشط في الحزب الديمقراطي. وقد انتخب عضو جمعية ولاية نيويورك.